# Deep (театральна студія)
Театральна студія Deep (от англ. deep — глибина) — репертуарний театр, створений 2008 року при Луганському державному інституті культури та мистецтв на Луганщині.

## Історія
2008 року за ініціативою молодого луганського режисера Олександра Баркара при Луганському інституті (нині — Академії) культури та мистецтв з'явилася театральна студія Deep. Цьому передувала дворічна робота зі студентами, результатом якої стала поява кількох вистав (пізніше вони увійдуть до репертуару Студії). Перша з них виникла 2006 року — саме тоді вперше пролунала назва «Театральна студія Deep»[неякісне джерело]. Фактична поразка на фестивалі «Живи» обернулася на найбільшу перемогу студійців: вони набули свого шляху та поставили за мету створити театр рівня, відмінного від «середньолуганського».
Вже протягом сезону спектакль «Искусство быть вместе» — постановка за оповіданнями сучасних письменників-фантастів — здобув гран-прі на Всеукраїнському фестивалі «Ліхт-Арт» (Рівне). Спектакль також привернув увагу на Всеросійському фестивалі фантастики «Серебряная Стрела». На цьому фестивалі Студією зацікавився петербурзький поет і драматург Костянтин Арбенін, який запропонував Олександру Баркару для постановки свою п'єсу «Темница», прем'єра якої відбулася за півроку.
Серед акторів студії — студенти й випускники ЛДАКМ.

## Репертуар
Поряд із виставою за казками Сергія Козлова та Тоона Телегена, які покладені на історію та музику «The Beatles», з'явилася «сюреалістична» постановка «Ненормальной» Надії Птушкиної. З однією із найкращих французьких п'єс («ART» Ясміни Реза)сусідує композиція на теми Антігони за творами Жана Ануя, Хайнера Мюллера й Софокла. А новодрамівський «Norway.Today» (Ігор Бауершима) йде чередою із притчевими «Играми демиургов» (Петро Бормор).

### 2006
- «Deep-1». Спектакль складався з трьох частин, поставлених в різні роки:

1. 2003 — «Табу» (автор і режисер О. Баркар);
2. 2005 — «Музон» (автор і режисер О. Баркар);
3. 2006 — «Слабо» (за оповіданням Сергія Узуна; режисер О. Баркар).

### 2007
- «Искусство Быть Вместе» (за оповіданнями сучасних російськомовних письменників-фантастів; режисер О. Баркар). У 2008 і 2011 роках вистава зазнавала змін, кінець кінцем перетворившись на моноспектакль.

### 2008
- «Епос Хижака» (за оповіданням Леоніда Каганова[ru]; режисер О. Баркар). Спочатку спектакль був створений для мім-дуету Next Step (Рівне). У 2009 році був відновлений студією «Deep» в Луганську.
- «Темница» (за п'єсою Костянтина Арбеніна[ru]; режисер О. Баркар).

### 2009
- «МоДЖ и ПаБеБу» (за творами Аліни Кудряшевої[ru]; режисер О. Баркар).
- «Пусть будет так» (за мотивами оповідань Сергія Козлова[ru], Тоона Теллегена[ru], Оксани Цуканової; режисер О. Баркар).

### 2010
- «Ненормальная» (за п'єсою Надії Птушкіної[ru]; режисер О. Баркар).
- «Игры демиургов» (за оповіданнями Петра Бормора; режисер О. Баркар).

### 2011
- «Антигона» (за мотивами однойменної п'єси Жана Ануя, творів Софокла, Гайнера Мюллера, Габрієли Містраль, Кристи Вольф; режисер О. Баркар).
- «ART» (за п'єсою Ясміни Реза; режисер О. Баркар).
- «Голос» (за п'єсою Жана Кокто «Человеческий голос»; режисер О. Баркар).
- «Без правил» (за романом Ш. де Лакло «Небезпечні зв’язки»; режисер О. Баркар).
- «Norway.Today» (за п'єсою Ігора Бауершими; режисер Д. Момот).

### 2012
- «Иллюзии» (за п'єсою Івана Вирипаєва; режисер О. Баркар).
- «Мне повезёт» «момо»-спектакль за оповіданням Леоніда Каганова[ru]; режисер О. Баркар).
- «Этюд № 1» — «Симфония для четырёх голосов» (режисер Д. Гнутов).

### 2013
- «Наташина мечта» (за п'єсою Ярослави Пулинович[ru]; режисер О. Баркар)[4].
- «Всё кувырком» (за п'єсою Костянтина Арбеніна[ru] «Свинопас»; режисер О. Баркар).
- «Этюд № 2» — «Книга про солдата» (за поемою О. Твардовського «Василий Тёркин»[ru]; режисер Д. Момот).

## Фестивалі й нагороди

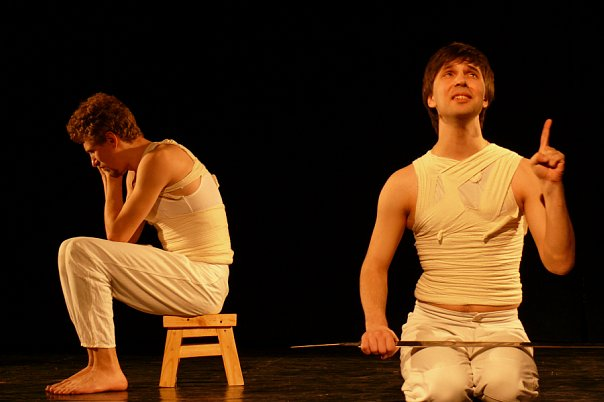
Вистава «Темница». На сцені — Олександр Баркар та Дмитро Момот.

- 2007 — Всеукраїнський фестиваль недержавних театрів «Живи!» (Харків)[5] — «Deep-1».
- 2008 — фестиваль фантастики «Серебряная Стрела»| (Підмосков'я)[6] — «Deep-1», «Искусство быть вместе. ver.1.01».
- 2008 — Фестиваль «Ліхт-Арт» (Рівне) — «Искусство быть вместе»:

1. Гран-Прі;
2. Найкраща акторська робота (Олександр Баркар);
3. Найкраща жіноча роль другого плану (Катерина Глушко)[7][8].

- 2009 — фестиваль фантастики «Серебряная Стрела» (Підмосков'я) — «Темница», «МоДЖ и ПаБеБу»[9].
- 2010, липень — Міжнародний молодіжний театральний фестиваль «АПАРТ» (Санкт-Петербург)[10] — «Пусть будет так»:

1. Найкраще пластичне рішення.

- 2010, листопад — VI Міжнародний театральний фестиваль «Драбина» (Львів)[11] — «Темница»:

1. Гран-прі[12][13][14]

- 2012, квітень — Перший всеукраїнський фестиваль театрального мистецтва «МРІЙ-ДІМ» (Прилуки) — «Темница»[15]:

1. Олександр Баркар — 1-е місце в конкурсі молодої театральної режисури[16].

- 2012, червень — Міжнародній молодіжний театральний фестиваль «АПАРТ» (Санкт-Петербург)[17] — «Без правил»[18].

1. Диплом «ПРОГРАММА-OFF»

- 2013, квітень — Всеукраїнський фестиваль театрального мистецтва «МРІЙ-ДІМ» (Прилуки)[19]:

1. Ольга Лебедєва — 1-е місце (в акторському конкурсі)
2. Яна Літвішко — 3-є місце (в акторському конкурсі)

- 2013, вересень — молодіжний театральній форум-фестиваль «Неаполь. Сквозное действие»[20]
- 2013, вересень — фестиваль театрів «Мандрівний вішак» (Луцьк)[21]

1. Диплом «Найкраща адаптація до майданчика»[22]